# كلانتر سفلي
كلانتر سفلي هي قرية في مقاطعة سراب، إيران. عدد سكان هذه القرية هو 104 في سنة 2006.